# Urinella

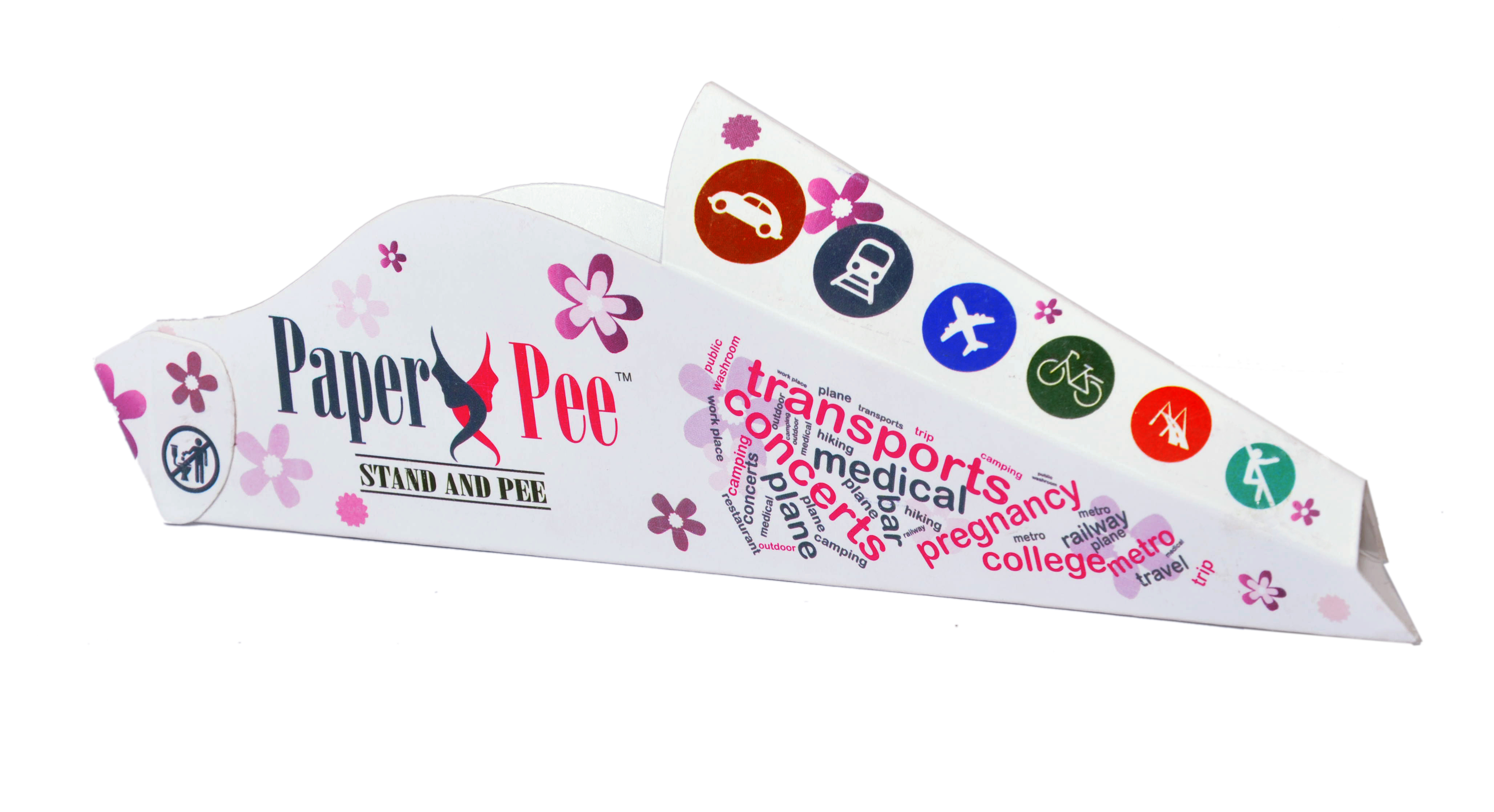
Einweg-„Pinkelhilfe“ für Frauen

Urinella ist eine umgangssprachliche Bezeichnung für eine Urinierhilfe, die es Frauen ermöglicht, im Stehen zu urinieren. Sie ist oft ein trichterförmiger Gegenstand, der am Trichtereingang den Urin aufnimmt, ihn vom Körper und der Kleidung wegführt und über den Trichterausgang ableitet.

## Anwendung

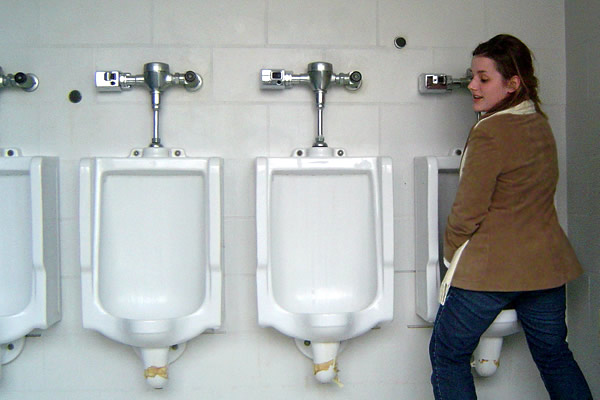
Benutzung der Urinella in einem öffentlichen Urinal

Eine Urinella wird im Allgemeinen mit der größeren Öffnung zwischen den Schamlippen an den Harnausgang geführt. Die kleinere Öffnung am Trichterende wird vom Körper und der Kleidung weg nach unten gehalten, vergleichbar mit der Haltung des Penis beim Urinieren im Stehen bei Männern. Das Urinieren findet durch den Trichter statt. Der Urinstrahl kann von der Anwenderin gelenkt und in eine Toilette oder ein Urinal geleitet werden.

## Gründe für die Anwendung
Hauptgrund ist die oft mangelhafte Hygiene auf öffentlichen Frauen-Toiletten. Ursache dafür ist ein sich selbst verstärkender Kreislauf. Selbst wenn eine Toilette optimal gereinigt der Öffentlichkeit zur Verfügung gestellt wird, vermeiden es viele Benutzerinnen grundsätzlich sich direkt auf die Klobrille zu setzen, da sie nicht nur sichtbare Verschmutzungen, sondern auch die Belastung mit Keimen in Betracht ziehen. Die hockende Position führt jedoch zu einer sichtbaren Verschmutzung der Klobrille, die wiederum dazu führt, dass nachfolgende Nutzerinnen es ebenfalls ablehnen sich auf die Brille zu setzen. Dieser Kreislauf könnte durch die Installation von Frauenurinalen, Desinfektionsmittelspendern oder Einweg-Sitzauflagen durchbrochen werden, die jedoch bisher nicht flächendeckend verbreitet sind.
Generell kann eine Frau auch ohne Urinierhilfe im Stehen urinieren. Jedoch ist es für Frauen schwierig, den Strahl gegen Ende der Blasenentleerung zu kontrollieren. Es besteht somit die Gefahr, die Kleidung sowie die Toilette und die unmittelbare Umgebung derselben mit Urin zu beschmutzen. Hier kann eine Urinella der Nutzerin folgende Vorteile bieten:
- Der Kontakt mit der Toilette wird komplett vermieden (Hygiene).
- Die Entleerung der Harnblase kann in einer bequemen, stehenden Körperhaltung durchgeführt werden, ohne sich der Gefahr auszusetzen, die Kleidung zu verunreinigen.
- Neben der Nutzung in öffentlichen Toiletten bietet eine Urinella den Vorteil, auch in der freien Natur eine stehende Körperhaltung einnehmen zu können.
- Durch diesen Umstand ist eine vollständige Entblößung der Geschlechtsorgane nicht mehr notwendig und bietet der Anwenderin auf diese Weise mehr Intimsphäre.

## Nachteile

### Verschlechterung der öffentlichen Hygiene
Generell wird das Hygieneproblem in öffentlichen Toiletten durch den Einsatz einer Urinella nicht gelöst, sondern eher noch verstärkt. Da die öffentlichen Toiletten für Frauen oftmals keine Urinale besitzen, muss der Urin auch unter Verwendung einer Urinella über eine Toilette entsorgt werden. Das zielgenaue Ausrichten des Urinstrahls auf die Toilette benötigt (wie auch bei Männern) einige Übung und führt zu ungewollten Verunreinigungen an den Toiletten.

### Entsorgung
Die Entsorgung einer Urinella ist ein nicht zu vernachlässigender Umwelt- bzw. Logistikaspekt für die Nutzerin. Besteht die Urinella aus Einwegmaterial wie Pappe oder Papier, so ist dieses meist beschichtet und kann von der Natur nur schwer abgebaut werden. Nur wenige Hersteller haben sich bisher mit diesem Thema befasst und versucht, Lösungen für diesen Umweltaspekt zu finden. Als Alternative werden Urinellas auch aus Kunststoff hergestellt und sind somit wiederverwendbar. Jedoch wird auch eine Urinella aus Kunststoff irgendwann einmal entsorgt und stellt somit für die Umwelt eine Belastung dar. Eine andere Alternative ist das upcycling von Müll, beispielsweise von Getränkekartons („Tetra Paks“).

### Reinigung
Abhängig vom Material der Urinella ergibt sich unter Umständen die Notwendigkeit der Reinigung. Einweglösungen aus Pappe oder Papier sehen keine Reinigung vor. Mehrweglösungen aus Kunststoff bieten den Vorteil, dass man zum Beispiel auf einer langen Reise nicht viele Urinellas mitführen muss und Gewicht spart. Jedoch muss die Urinella gereinigt werden und nicht immer ist dies in der Natur möglich. Wenn eine Reinigung nicht möglich ist, muss die Urinella verunreinigt in einer zusätzlichen Plastiktüte mitgeführt werden, bis eine Reinigung durchführbar wird. Dies bedeutet für die Nutzerin einen zusätzlichen logistischen Aufwand.

## Geschichte

### Antike
Herodot (* 490/480 v. Chr.) berichtet von den Ägyptern, dass „die Weiber ihren Harn im Stehen lassen und die Männer im Sitzen“. Das unterschiedliche Verhalten ist demnach keine anatomisch bedingte Zwangsläufigkeit, sondern ergibt sich aus den gesellschaftlich akzeptierten Geschlechterrollen. Ausgehend von dieser Überlieferung ist davon auszugehen, dass Frauen seit jeher bei gesellschaftlich akzeptierten Gelegenheiten im Stehen uriniert haben.

### Neuzeit
Wenngleich davon auszugehen ist, dass Urinellas schon früher zum Einsatz gekommen waren, so sind die ersten Dokumente über den Einsatz einer Urinella auf das Jahr 1918 zu datieren. In diesem Jahr wurde in den USA der „Sanitary Protector“ von Edyth Lacy zum Patent angemeldet. Das Patent beschreibt eine kostengünstige Vorrichtung zur einmaligen Verwendung, die besonders zweckmäßig als Sanitärvorrichtung auf öffentlichen Toiletten einsetzbar ist (im englischen Original: “cheap device … [to be] used but once, being especially suitable as a sanitary device in public toilet rooms.”). Neben der hier erwähnten günstigen Einweglösung für öffentliche Toiletten wird in dem Patent vermerkt, dass es nicht länger notwendig ist, über der Toilette zu hocken und diese zu verunreinigen. In den folgenden Jahren wurde eine weitere Reihe von US-Patenten angemeldet, die alle ähnliche Erfindungen beschreiben, die sich meist nur konstruktiv, konzeptionell oder vom Material her unterscheiden.
Im Jahre 1994 wurde ein erstes Gebrauchsmuster unter dem Namen Petit Pissoir beim Deutschen Patentamt angemeldet, aber nicht für den Massenmarkt vermarktet. Seit 1995 werden Urinellas auch in der US Army eingesetzt, da „Frauen immer häufiger im Feld eingesetzt werden und das Urinieren in Ermangelung an Rückzugsmöglichkeiten zu zeitintensiv ist. Auch ist beobachtet worden, dass Frauen ihre Flüssigkeitsaufnahme reduzieren, um das Urinieren vermeiden zu können. Dieses Verhalten erhöht die Entzündungsgefahr der Blase.“ 1996 wurde erstmals in einem deutschen Versandkatalog eine Urinella angeboten. Zwei Jahre später kam die erste Einweg-Urinella aus beschichteter Pappe auf den europäischen Massenmarkt.
Das Pinkpop-Festival führte 2000 als erstes Musikfestival normale Urinale für Frauen ein, die in Kombination mit einer Urinella genutzt werden können. Weitere Festivals wie das Glastonbury Festival und das Fusion Festival führten dieses Konzept in den nächsten zehn Jahren zeitweise, jedoch nicht dauerhaft, ein.
In den folgenden Jahren begannen immer mehr Anbieter unterschiedliche Märkte zu bedienen und verschiedene Designvarianten zu vertreiben. Mit zunehmender Verbreitung von 3D-Druckern werden auch Druckvorlagen für Urinierhilfen unter Creative Commons veröffentlicht.

## Anbieter alphabetisch sortiert
| Markenname   | Ursprungsland         | Material                         |
| ------------ | --------------------- | -------------------------------- |
| GoGirl       | USA                   | Silikon (flexibel)               |
| Lady J       | USA                   | Kunststoff (hart)                |
| Lady P       | Tschechische Republik | Medizinisches Silikon (flexibel) |
| Lilium Femme | Argentinien           | Pappe (beschichtet)              |
| Pibella      | Schweiz               | Kunststoff (hart)                |
| PiPiLOTTA    | Deutschland           | Medizinisches Silikon (flexibel) |
| Pipi Pappe   | Deutschland           | Pappe (unbeschichtet)            |
| P-Mate       | Niederlande           | Pappe (beschichtet)              |
| pStyle       | USA                   | Kunststoff (hart)                |
| Shewee       | Großbritannien        | Kunststoff (hart)                |
| Urinelle     | Frankreich            | Papier (beschichtet)             |
| WhizBiz      | Australien            | Silikon (flexibel)               |
| Whiz Freedom | Großbritannien        | Kunststoff (hart)                |